# Aarup Boldklub
Aarup Boldklub (Aarup BK) er en idrætsforening der tilbyder håndbold, fodbold, gymnastik og løb. Foreningen er hjemmehørende i den vestfynske by Aarup. Aarup BK spiller i røde trøjer, hvide shorts og røde sokker.
Klubbens fodboldhold spillede i Albaniserien (Fynsserien), men har tidligere spillet i 2. division.